# Charlene Tilton

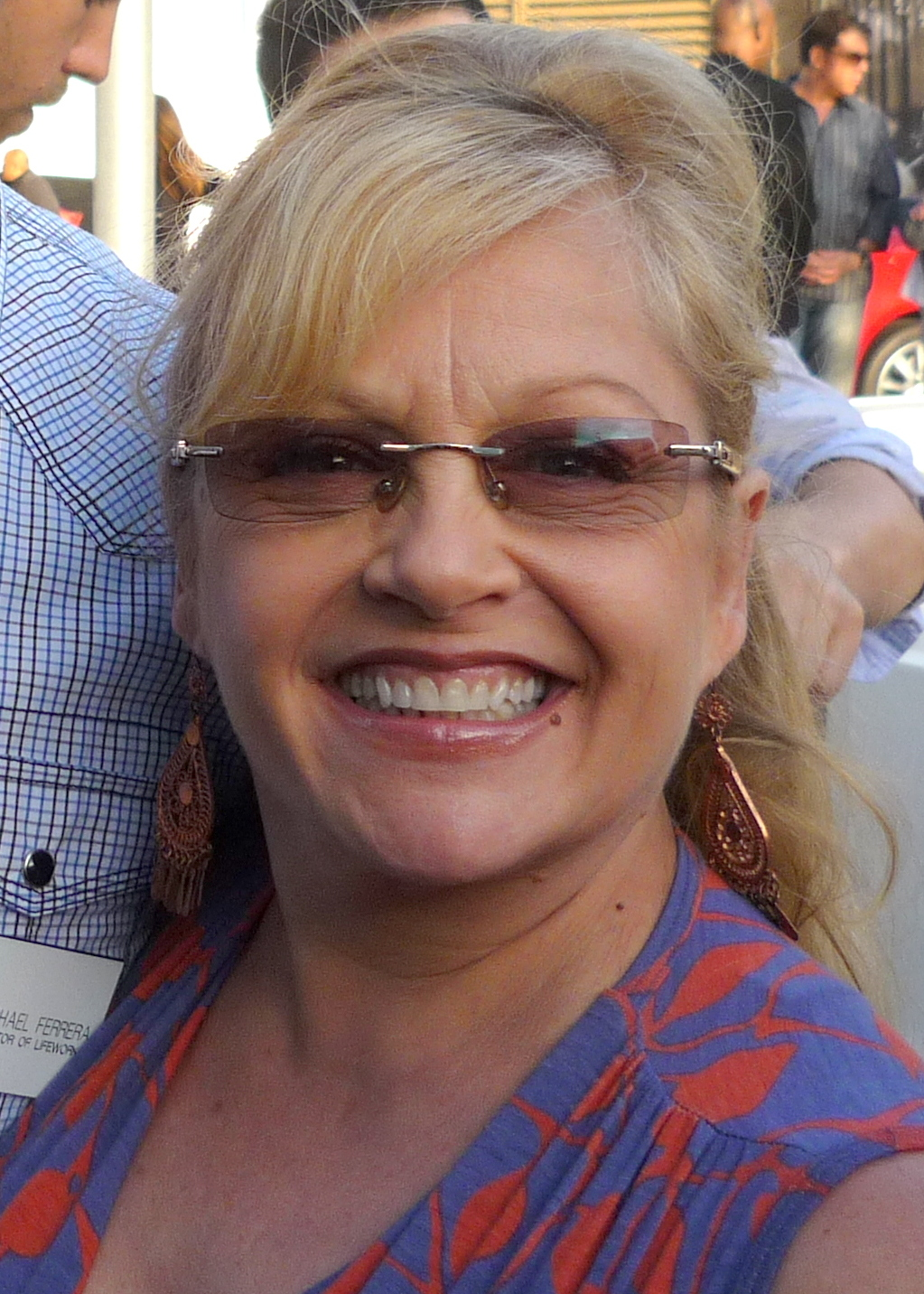
Charlene Tilton (2010)

Charlene Tilton (* 1. Dezember 1958 in San Diego, Kalifornien) ist eine US-amerikanische Schauspielerin.

## Leben
Ihre bekannteste Rolle war die der Lucy Ewing in der Fernsehserie Dallas. Sie hatte auch diverse Gastauftritte in anderen Fernsehserien, wie Eine schrecklich nette Familie (Folge 154), Hotel (1983) und Mord ist ihr Hobby (1987).
2012 nahm sie an der siebten Staffel der britischen Eiskunstlaufshow Dancing on Ice teil.
Charlene Tilton war von 1982 bis 1984 mit dem Countrysänger Johnny Lee und von 1985 bis 1992 mit Domenick Allen verheiratet, beide Ehen wurden geschieden. Sie hat eine Tochter aus erster Ehe.

## Filmografie (Auswahl)
- 1978–1990: Dallas (Fernsehserie, 233 Episoden)
- 1979: Autostop – Einbahnstraße in den Tod (Diary of a Teenage Hitchhiker, Fernsehfilm)
- 1979: Unter der Sonne Kaliforniens (Fernsehserie, Episode 1x06)
- 1980: Pale Horse, Pale Rider
- 1980, 1985, 1987: Love Boat (The Love Boat, Fernsehserie, vier Episoden)
- 1984: Musikladen, Folge 86, Ausstrahlung 3. Mai 1984, mit C'est la vie
- 1982: Ein Colt für alle Fälle (The Fall Guy, Fernsehserie, Episode 2x04)
- 1987: Mord ist ihr Hobby (Murder, She Wrote, Fernsehserie, Episode 3x20)
- 1991: Ein Satansbraten kommt selten allein (Problem Child 2)
- 1993: Eine schrecklich nette Familie (Married with Children, Fernsehserie, Episode 7x23)
- 1994: Das Schweigen der Hammel (Il silenzio dei prosciutti)
- 2010: Das total versaute Cheerleader Camp (#1 Cheerleader Camp)
- 2012–2014: Dallas (Fernsehserie, sechs Episoden)
- 2015: The Middle (Fernsehserie, Episode 6x14)
- 2020: Ein weihnachtliches Willkommen
- 2023: The Masked Singer (Fernsehsendung, Gastauftritt Episode 9x07)
- 2024: Ladybug